# Tsubo-niwa (Мали јапански врт)
Тsubo-niwa (坪庭/壷庭/つぼにわ) је врста веома мале баште у Јапану. Термин tsubo-niwa потиче од tsubo (坪), јединице мере (једнака 1×1 ken, величине два татамија, отприлике 3,3 м², и niwa, што значи „башта“. Други начин писања tsubo-niwa преводи се као „башта са контејнерима“; tsubo-niwa се може разликовати по величини од tsubo јединице мере.
Tsubo-niwa су описане као „квази-унутрашње баште“ и кључна су карактеристика неких традиционалних јапанских домова, као што је machiya (дословно „градска кућа“). Постоји неколико различитих термина који описују функцију градских вртова. Дворишни вртови свих величина називају се naka-niwa, "унутрашњи вртови"; баште које се називају tōri-niwa (通り庭, буквално "баште у пролазу") укључују и mise-niwa (башта на улазу у продавницу) и hashiri-niwa (башта у ходнику, често углавном са кровом и која се користи као кухиња). Zensai-niwa се налази испред традиционалне градске куће, са додатном tsubo-niwa која се често налази у унутрашњости и позади.

## Историја
Tsubo-niwa првобитно су пронађене у унутрашњим двориштима палата из периода Хеиан, дизајниране да пруже дашак природе и мало приватности становницима задње стране зграде. Биле су мале као један tsubo – отприлике 3,3 м².
Током Едо периода, трговци су почели да граде мале баште у простору између својих радњи – које су гледале на улицу – и њихових резиденција, које су се налазиле иза радње. Ове мале баште су биле намењене да се виде, али да се не улази, и обично су садржавале камени фењер, базен за воду, степенасто камење и неколико биљака, распоређених у стилу cha-niwa (башта за чај), који је био модеран.
Tsubo-niwa је стекла већу популарност почетком 21. века, и може се наћи у многим јапанским резиденцијама, хотелима, ресторанима и јавним зградама. Вишеспратни и подземни унутрашњи простори представљају потешкоће за успостављање tsubo-niwa; коришћено је вештачко осветљење, анидолно осветљење (користећи фибероптичке каблове за цеви на сунчевој светлости), и комбинација оба.

## Сврха
Tsubo-niwa се користе да пруже додир природе, повежу спољашњи и унутрашњи простор и чине да унутрашњи простор изгледа већи; могу деловати и као извори светлости. Неке се користе за обезбеђивање вентилације у малој кући, омогућавајући поветарцу да дува кроз животни простор. Такође могу да садрже умиваоник, који се традиционално користи за чишћење руку.
Tsubo-niwa се често постављају тамо где их станари куће могу видети док се опуштају или једу. Комерцијални ресторани такође могу имати ове мале баште, постављене тако да гости могу да их виде док једу.
Tsubo-niwa захтева мање простора од већих вртова и јефтинија је за изградњу. Такође им је потребно мање времена за одржавање; а одржавање традиционалне јапанске баште сматра се медитативним чином.

## Чувенеtsubo-niwa
Добар пример tsubo-niwa из периода Меиџи може се наћи у вили Мурин-ан у Кјоту. Тотекико је позната дворишна башта у којој уопште нема вегетације.